# Park van Luna
Park van Luna is een recreatiegebied van 170 hectare in Heerhugowaard dat gelegen is rondom de wijk Stad van de Zon. Het gebied bevat 40 hectare bos met wandel- en fietspaden, ruimte voor evenementen en 75 hectare water van zwemwaterkwaliteit. Het bijbehorende Meer van Luna heeft een zandstrand, ligweiden en een dagcamping.

## Recreatie en natuurontwikkeling
Het recreatiegebied is ontworpen door Landschapsbureau Bureau Alle Hosper in samenwerking met kunstenaars van DRFTWD Office Associates. Het uitgangspunt van dit ontwerp is dat het landschap zelf als kunst zal worden ervaren. Behalve recreatie speelt natuurontwikkeling ook een belangrijke rol in het gebied. Een stromingslabyrint zorgt op duurzame wijze voor een verbeterde waterkwaliteit zodat het park zich ook ontwikkelt tot een leefgebied voor bijzondere plant- en diersoorten.